# (1517) Beograd
(1517) Beograd es un asteroide que forma parte del cinturón de asteroides y fue descubierto por Milorad Protić desde el observatorio de Belgrado, Serbia, el 20 de marzo de 1938.

## Designación y nombre
Beograd fue designado al principio como 1938 FD.
Más tarde se nombró por la ciudad serbia de Belgrado.

## Características orbitales
Beograd está situado a una distancia media del Sol de 2,716 ua, pudiendo acercarse hasta 2,595 ua y alejarse hasta 2,837 ua. Su inclinación orbital es 5,277° y la excentricidad 0,04464. Emplea 1635 días en completar una órbita alrededor del Sol.